# Hamilton (Wiktoria)
Hamilton – miasto w Australii, w stanie Wiktoria.